# Acton Burnell Castle

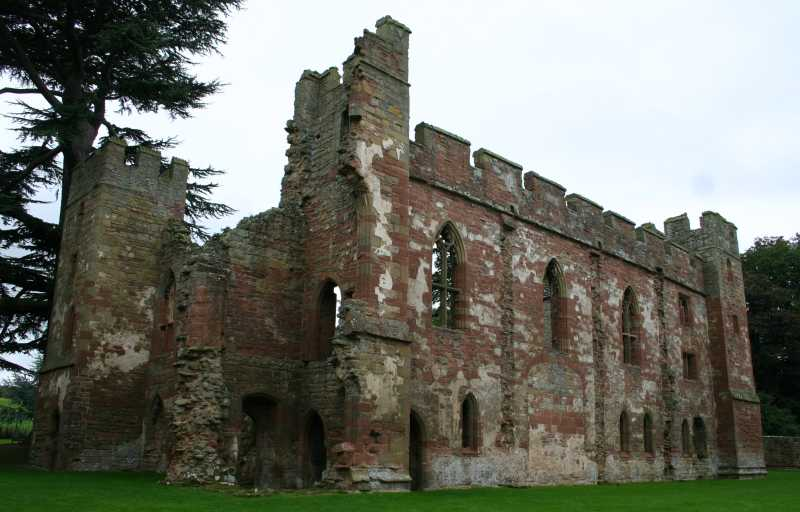
Acton Burnell Castle

Acton Burnell Castle ist ein befestigtes Herrenhaus im Dorf Acton Burnell in der englischen Grafschaft Shropshire. Man glaubt, dass das erste englische Parlament, bei dem die Gemeinen voll repräsentiert waren, 1283 hier tagte. Heute stehen nur noch die Außenmauern des Herrenhauses und die Giebelmauern der Scheune. English Heritage hat das Ensemble als historisches Gebäude I. Grades gelistet.

## Erstes Gebäude
Das Herrenhaus ließ 1284 Robert Burnell, Bischof von Bath und Wells, ein Freund und Berater von König Eduard I., bauen. Seine Lage in der Nähe der Römerstraße Watling Street war damals wichtig. Die Größe des Anwesens kennt man nicht, da das Gebäude komplett zerstört wurde und Überreste noch nicht entdeckt wurden. Es wird aber ausreichend gewesen sein, König Eduard I. und seine Gefolgschaft, Soldaten und Berater, aufzunehmen, war aber nie eine eigentliche Burg.

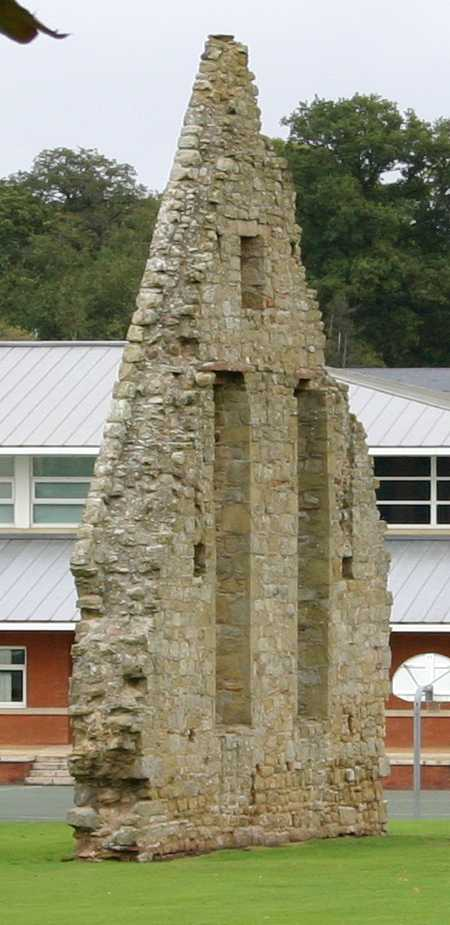
Die einzigen Überreste des ersten Parlamentsgebäudes

Robert Burnell erhielt am 28. Januar 1284 die königliche Erlaubnis, sein Herrenhaus zu befestigen (engl.: „Licence to crenellate“), was nur verlässliche Leute erreichen konnten. Das Gebäude war rechteckig und hatte an jeder Ecke einen Turm. Es war drei Stockwerke hoch und enthielt einen Rittersaal, einen Solar, Schlafgemächer, Schreibstuben, eine Kapelle und Küchen. Robert Burnell ließ auch die nahegelegene Marienkirche und das umgebende Dorf errichten.
Im Jahr zuvor, im Herbst 1283, hatte Eduard I. eine Parlamentsversammlung in Acton Burnell abgehalten, vermutlich in der angrenzenden großen Scheune, dem einzigen dafür in der Größe ausreichenden Gebäude. Diese Versammlung ist von großer Bedeutung für die englische Geschichte, weil dort das erste Mal in England Gemeine am Gesetzgebungsprozess beteiligt waren. Das dort beschlossene Gesetz wurde als Statute of Acton Burnell bekannt und gewährte Kreditgebern Schutz, was auf die wachsende Bedeutung des Handels in der damaligen Zeit hinweist.

## Weitere Besitzer
Als Robert Burnell 1292 starb, wurde das Anwesen in seiner Familie weitervererbt und kam so durch eine Heirat in die Familie Lovel aus Titchmarsh. Nach der Schlacht von Stoke 1487 konfiszierte König Heinrich VII. das Land und verlehnte es an Thomas Howard, 2. Duke of Norfolk. Mitte des 17. Jahrhunderts fiel es an die Familie Smythe, aber da war das Haus schon weitgehend zerstört. Heute wird Acton Burnell Castle von English Heritage verwaltet. Nur die Außenmauern des früheren Wohnhauses sind öffentlich zugänglich, erreichbar über einen Fußweg durch einen kleinen Wald.

## Acton Burnell Hall
In der Nähe der Burg ließ die Familie Smythe 1814 ein Landhaus errichten. Es ist von klassizistischem Baustil und als historisches Gebäude II*. Grades gelistet. Das Landhaus ist von Parkland umgeben, das zwei künstliche Seen und eine gotische Folly namens Sham Castle enthält. Diese Folly hat Rundtürme und Spitzbogenfenster, steht auf einem von Bäumen umgebenen Hügel und wurde 1780 errichtet. Joseph Bromfield baute sie für Edward Smythe und die Familie nutzte sie als Musikzimmer.
Acton Burnell Castle diente als weitere Folly im Park. Große Eingangstore wurden durch die privaten Wohnhäuser geschlagen. Ein pyramidenförmiges Dach wurde auf einem Turm angebracht, sodass man ihn als Taubenhaus nutzen konnte.

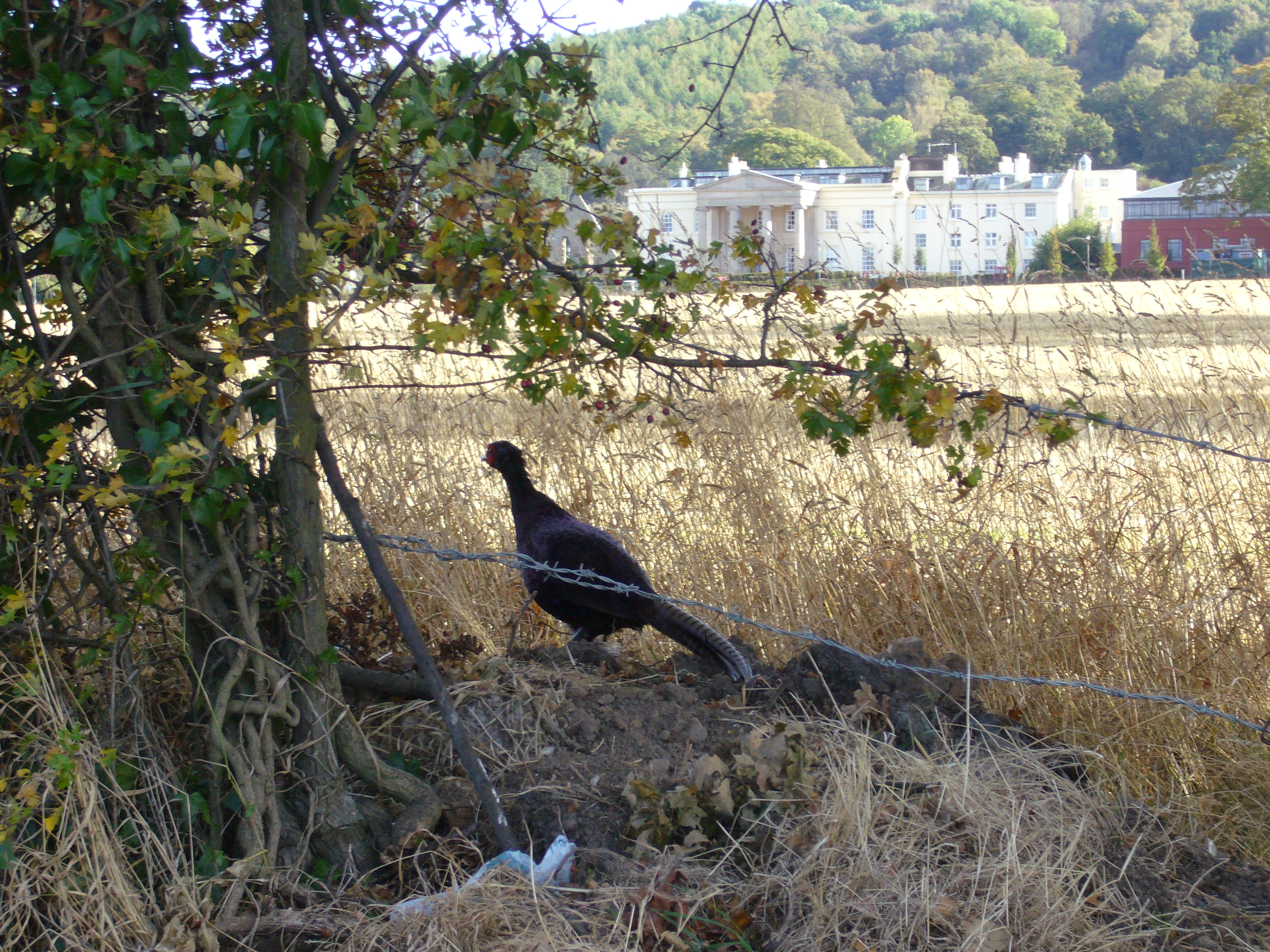
Acton Burnell Hall

Mönche aus dem Kloster St. Gregor, Donai, suchten bei Edward Smythe, dem 5. Baronet, bis zu seinem Tod Zuflucht, wonach sie 1814 nach Downside in Somerset umzogen.
Das relativ moderne Landhaus und seine Umgebung gehören heute dem privaten Concord College. Die Giebelmauern der großen Scheune, in der das Parlament tagte, sind bis heute erhalten und liegen auf Privatgrund.